# Трофимовский сельсовет (Дмитровский район)
Трофи́мовский сельсове́т — упразднённая административно-территориальная единица, входившая в состав Дмитровского уезда Орловской губернии, а затем — Дмитровского района Центрально-Чернозёмной области.
Административным центром было село Трофимово.

## География
Располагался на севере Добенкинской волости. Основным водотоком на территории сельсовета была река Несса.

## История
Образован в первые годы советской власти. По состоянию на 1926 год входил в состав Долбенкинской волости Дмитровского уезда Орловской губернии. С 1928 года в составе Дмитровского района. Упразднён в первой половине 1930-х годов путём раздела территории между Долбенкинским и Соломинским сельсоветами.

## Населённые пункты
По состоянию на 1926 год в состав сельсовета входило 7 населённых пунктов:
| № | Населённый пункт | Тип населённого пункта |
| - | ---------------- | ---------------------- |
| 1 | Трофимово        | село, адм. центр       |
| 2 | Воздвиженский    | посёлок                |
| 3 | Должицкая        | лесная сторожка        |
| 4 | Петровский       | посёлок                |
| 5 | Пролетарский     | посёлок                |
| 6 | Успенский        | посёлок                |
| 7 | Ферезёво         | деревня                |